# (7850) Buenos Aires
(7850) Buenos Aires (1996 LH) – planetoida z grupy pasa głównego asteroid okrążająca Słońce w ciągu 3,76 lat w średniej odległości 2,42 j.a. Odkryta 10 czerwca 1996 roku.